# Pierre Le Moyne d'Iberville
Pierre Le Moyne d'Iberville (Ville-Marie − antic nom de Montreal —, Quebec, 16 de juliol 1661 – l'Havana, 9 de juliol del 1706) fou un explorador francès, fundador de la colònia de Louisiana. Era el tercer fill de Charles Le Moyne, nadiu de Dieppe a França i senyor de Longueuil al Canadà, i de Catharine Primot. També és conegut com a Sieur d'Iberville.
De ben jovenet s'enrolà com a mariner i serví com a voluntari sota les ordres de Chevalier de Troyes a la badia de Hudson. El 1686 començà una carrera brillant de soldat i mariner, i va prendre part en moltes expedicions contra els anglesos. El 1690 capturà l'establiment comercial anglès a Fort Severn. El 1695 fou enviat a atacar les posicions angleses al llarg de la costa atlàntica des de Fort William Henry, a la frontera entre Nova Anglaterra i Acàdia, fins a St. John's, Terranova. Després de destruir Fort William Henry la primavera del 1696, Iberville marxà amb tres vaixells a Piacenza (Plaisance en francès), la capital francesa de Terranova i intentà expulsar-ne els anglesos malgrat el tractat del 1687, que hi permetia la pesca a ambdós països. Cap al 30 de novembre del 1696 Iberville havia destruït gairebé tots els establiments anglesos a la costa oriental de Terranova, de manera que el març del 1697, només Bonavista i Carbonear restaven en mans angleses. In En quatre mesos havia destruït 36 assentaments.
Iberville salpà cap a França el 1697 i el Ministre de Marina li encarregà una expedició per a redescobrir la desembocadura del riu Mississippi i colonitzar Louisiana. va sortir de Brest el 24 d'octubre del 1698. El 25 de gener del 1699, Iberville arribà a l'illa Santa Rosa davant de Pensacola (Florida), fundada pels espanyols; d'ací marxà a la badia de Mobile i explorà l'illa Massacre, rebatejada Dauphine. El 13 de febrer de 1699, arribà al riu Biloxi (Mississipi), amb el seu germà Jean-Baptiste Le Moyne de Bienville. L'1 de maig del 1699 construí una fortificació al marge nord-oest de la badia de Biloxi, vora de l'actual Ocean Springs (Mississipi), i l'anomenà Fort Maurepas o Old Biloxi.
El 1706 d'Iberville capturà l'illa caribenya de Nevis als britànics. Aleshores marxà a l'Havana per a demanar reforços als espanyols per a atacar la Província de Carolina, però va emmalaltir de febre groga i morí a l'Havana.